# Nūrīyeh
Nūrīyeh (persiska: نوریه) är en ort i Iran.   Den ligger i provinsen Kerman, i den sydöstra delen av landet, 1 000 km sydost om huvudstaden Teheran. Nūrīyeh ligger 633 meter över havet och antalet invånare är 248.
Terrängen runt Nūrīyeh är platt, och sluttar brant österut. Runt Nūrīyeh är det glesbefolkat, med 14 invånare per kvadratkilometer. Närmaste större samhälle är Fahraj, 11,7 km nordväst om Nūrīyeh. Trakten runt Nūrīyeh är ofruktbar med lite eller ingen växtlighet.